# Turkmenistán en los Juegos Paralímpicos de París 2024
Turkmenistán estuvo representado en los Juegos Paralímpicos de París 2024 por una deportista femenina. El equipo paralímpico turcomano no obtuvo ninguna medalla en estos Juegos.